# 1879 no beisebol

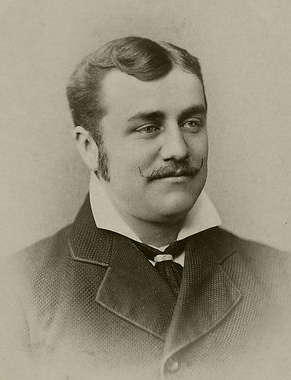
Charley Jones, líder em home runs em 1879, com 4.

Esta é uma lista de eventos no mundo do beisebol durante o ano de 1879.

## Campeões
- Liga Nacional: Providence Grays
- National Association: Albany Blue Stockings
- Northwest League: Dubuque Rabbits

Inter-league playoff:  Providence Grays (NL) bateu o Albany Blues (NA), 2-0.

## National League - Times e aproveitamento
| Time                    | Vitórias | Derrotas |
| ----------------------- | -------- | -------- |
| Providence Grays        | 59       | 25       |
| Boston Red Caps         | 54       | 30       |
| Buffalo Bisons          | 46       | 32       |
| Chicago White Stockings | 46       | 33       |
| Cincinnati Reds         | 43       | 37       |
| Cleveland Blues         | 27       | 55       |
| Syracuse Stars          | 22       | 48       |
| Troy Trojans            | 19       | 56       |

## Líderes
| National League |                          |             |                  |    |  |
| Tipo            | Nome                     | Estatística |                  |    |  |
| AVG             | Paul Hines PRO           | 35,7%       |                  |    |  |
| HR              | Charley Jones BSN        | 9           |                  |    |  |
| RBI             | Charley Jones BSN        | 62          | Jim O'Rourke BSN | 62 |  |
| Vitórias        | John Montgomery Ward PRO | 47          |                  |    |  |
| ERA             | Tommy Bond BSN           | 1.96        |                  |    |  |
| Strikeouts      | John Montgomery Ward PRO | 239         |                  |    |  |

## Temporadas notáveis
- Tommy Bond do Boston Red Caps terminou em 2º na National League com 43 vitórias. Foi a terceira temporada consecutiva em que Bond venceu 40 ou mais jogos, uma façanha que nunca foi alcançada novamente na história das grandes ligas. Bond também venceu seu segundo título em ERA, terminando com 1.96, e liderando a liga pela terceira temporada seguida em shutouts com 11.

## Nascimentos
- 11 de janeiro 11 – Harry McIntire
- 12 de janeiro – Hank Olmsted
- 12 de janeiro – Gary Wilson
- 24 de janeiro – Dave Brain
- 14 de fevereiro – Tim Jordan
- 18 de fevereiro – Louis Leroy
- 13 de março – Mal Eason
- 27 de março – Miller Huggins
- 9 de abril – Doc White
- 13 de abril – Jake Stahl
- 29 de abril – Noodles Hahn
- 20 de maio – Jake Thielman
- 1º de junho – John Castle
- 11 de junho – Roger Bresnahan
- 12 de junho – Red Dooin
- 20 de junho – Jim Delahanty
- 14 de julho – Fred Burchell
- 29 de julho – Earl Moore
- July 31 – Lee Fyfe
- 7 de setembro – Hooks Wiltse
- 17 de setembro – Rube Foster
- 4 de outubro – Bob Rhoads
- 16 de outubro – Art Devlin
- 28 de outubro – Frank Smith
- 22 de novembro – Bob Hart
- 8 de dezembro – Jimmy Austin
- 8 de dezembro – Jack Thoney
- 12 de dezembro – Mike Mitchell
- 20 de dezembro – Doc Moskiman
- 23 de dezembro – Frank Owen
- 31 de dezembro – Fred Beebe

## Mortes
- 18 de junho – George Fletcher, 34, jogou duas partidas pelo Brooklyn Eckfords em 1872.
- 4 de agosto – Charlie Bierman, 34?, jogou uma partida em 1871 com o Fort Wayne Kekiongas.
- 28 de outubro – Jimmy Hallinan, 30, interbases em diversos times com média de 32,1% em 1877 com o Cincinnati Reds e  Chicago Cubs.